# 蜱傳腦炎疫苗
蜱傳腦炎疫苗（Tick-borne encephalitis vaccine）是用於預防森林脑炎的疫苗。蜱傳腦炎在中歐、東歐與北亞最為盛行。接種過疫苗的人裡面有超過87%會產生免疫力。本疫苗僅有預防效果而無治療效果，如果已經被受感染的蜱叮咬後注射疫苗是沒有甚麼功用的，蜱傳腦炎疫苗使用方式為肌肉注射。
世界衛生組織建議盛行地區全民施打，疫區外人民則建議高風險者施打。建議每三到五年追加一劑，共計需追加三劑。每劑的效力維持時間隨配方不同，可維持一至三年不等。
蜱傳腦炎疫苗較為嚴重的副作用極為罕見。一些較輕的副作用包括發熱、注射部位紅腫疼痛等。相比較下，其過去的配方副作用較為明顯。該疫苗對孕婦未有不良影響。
第一隻蜱傳腦炎疫苗在1937年研製成功。它被列在世界衛生組織基本藥物標準清單之中，是世衛組織推薦基本衛生機構應配備的最重要的藥物之一。

## 各地用株
森林脑炎病毒分为远东亚型（或称“俄罗斯春夏脑炎病毒”）、西伯利亚亚型（或称“西伯利亚西部亚型”，但分布于自西伯利亚东部至东欧的广袤地区）和西欧亚型（或称中欧亚型），以及贝加尔远东西伯利亚重组型。标准株称作“Софьин株”（读作“Sof͡jj͡in”），属于远东亚型。Софьин株在中国大陆的中英文资料中又被“Coφ株”或“Coϕ strain”。
中国东北、西部、西南部常见分布的都是远东亚型病毒，中国大陆目前使用的成熟疫苗来自1953年在临江三岔子（今白山江源）提取的森张株，对本地株和标准株效果良好。
欧美使用的大多是西欧亚型。在英國，每劑蜱傳腦炎疫苗成本大概介於50與70英鎊之間。輝瑞藥廠所生產的蜱傳腦炎疫苗TICOVAC™（歐洲商品名：FSME-Immun®）已在2021年8月13日取得美國FDA上市許可。
由于森林脑炎灭活疫苗诱发抗体的broadly reactive cross-neutralizing性非常好，甚至对鄂木斯克出血热病毒都有一定的中和性，不必坚持接种自己所在地区流行的毒株，接种自己能够获得的疫苗即可。

## 外部連結
- Tick-borne Encephalitis Vaccine （页面存档备份，存于）
- The Encephalitis Society - A Global resource on Encephalitis （页面存档备份，存于）